# سان ویسنته کانیته
سان ویسنته کانیته (به اسپانیایی: San Vicente de Cañete) یک شهر در پرو است که در Cañete Province واقع شده‌است.

## خصوصیات
سان ویسنته کانیته   ۴۰ متر بالاتر از سطح دریا واقع شده‌است.